# Uthörn (Schiff, 2023)
Die Uthörn ist ein deutsches Forschungsschiff der Biologischen Anstalt des Alfred-Wegener-Institut, Helmholtz-Zentrum für Polar- und Meeresforschung. Bereedert wird das Schiff durch die Reederei F. Laeisz (Bremerhaven) GmbH.

## Geschichte
Als drittes deutsche Forschungsschiff dieses Namens wurde die Uthörn 2019 als Nachfolgeneubau für die Uthörn mit ungefähr gleicher Größe und besonders emissionsarmen Antrieb ausgeschrieben. Der Auftrag zum Bau des Schiffes, der vom Bundesministerium für Bildung und Forschung (BMBF) mit 14,45 Millionen Euro gefördert wurde, wurde am 21. August 2020 an die Fassmer-Werft in Berne vergeben.
Die Kiellegung fand am 8. Juni 2021, der Stapellauf am 30. August 2022 statt. Das Schiff wurde am 1. November 2022 getauft. Benannt ist das Schiff nach der Nordseeinsel Uthörn. Das Schiff ist nach Angaben des Alfred-Wegener-Instituts das erste Seeschiff, das Methanol als Treibstoff für den Antrieb nutzt. Es kann damit nahezu klimaneutral betrieben werden.
Im Zeitraum Mai bis August 2024 hatte die Uthörn wiederholt Probleme mit dem Antrieb aufgrund mangelnder Qualität des gelieferten Methanol, auch neue Filter konnten das Problem bisher nicht lösen.

## Technische Daten und Ausstattung
Angetrieben wird das Schiff von zwei elektrischen Fahrmotoren, welche mittels zwei umgerüsteten Dieselmotoren mit E-Generator mit Strom beliefert werden. Die Fahrmotoren haben eine Leistung von je 300 kW, die je auf einen Verstellpropeller wirken. Das Schiff erreicht damit eine Geschwindigkeit von bis zu 10 kn. Als Treibstoff wird Methanol anstatt Diesel genutzt.
Das Schiff verfügt über einen 15 Meter hohen Ventmast zur Lüftung des Schiffes, um potenzielle Methanoldämpfe abzuleiten. Des Weiteren wird das Schiff mittels einer Wasser-Wasser-Wärmepumpe geheizt und gekühlt.
Das Forschungsschiff ist mit wissenschaftlichem Hebezeug, Sonarsystemen, einem Seewasser-Durchfluss-Messsystem, einem Hydrographenschacht, einem Trocken- und einem Nasslabor ausgestattet. Er wird für Forschungsfahrten in der Deutschen Bucht, aber auch für die Versorgung der Biologischen Anstalt des Alfred-Wegener-Institut auf Helgoland eingesetzt. Das Schiff kann fünf Tage auf See bleiben und dabei 1200 Seemeilen zurücklegen. An Bord ist Platz für vier Wissenschaftler. Auf Tagesfahrten können bis zu 25 Personen eingeschifft werden.